# Amiota montuosa
Amiota montuosa är en tvåvingeart som beskrevs av Zhang och Chen 2008. Amiota montuosa ingår i släktet Amiota och familjen daggflugor.
Artens utbredningsområde är Sichuan (Kina). Inga underarter finns listade i Catalogue of Life.